# Sultan Mohammad Khan
Sultan Mohammad Khan Barakzai (pashto: سلطان محمد خان, noto anche come Sultan Mohammad Khan Telai; Kandahar, 1795 – Kabul, 1861) è stato un sovrano afghano, primo emiro dell'emirato dell'Afghanistan dal 1823 al 1826.

## Biografia
Sultan Mohammad Khan nacque in un'influente famiglia della città di Kandahar, nell'Impero Durrani (attuale Afghanistan) nel 1795. Suo padre, Payinda Khan, era capo della tribù dei Barakzai ed aveva il titolo di "Sarfraz Khan". La sua famiglia derivava da Abdal (fondatore della tribù omonima).
Sultan Muhammad Khan Telai riuscì a togliere dal trono l'ultimo imperatore durrani, Ayub Shah Durrani, e ad ascendere al potere di ciò che restava dell'Impero Durrani in un momento particolarmente critico, proclamandosi emiro dell'Afghanistan. Si distinse da subito per il grande amore per le cose materiali come i vestiti e le armi decorate in oro e pietre preziose, e per questo ebbe il soprannome di "Telai" che significa dorato. Governò male e senza attenzione verso il paese, lasciando che l'ingiustizia prendesse il sopravvento, e rendendo consuetudine gli abusi di potere da parte dei suoi sottoposti.
La situazione peggiorò già dopo tre anni di governo e Mohammad decise di dimettersi in favore di suo fratello minore, divenendone il primo ministro. Rimase però governatore di varie regioni di quello che divenne l'emirato dell'Afghanistan, formatosi al crollo dell'impero a seguito delle sue dimissioni. Nel 1824, era riuscito a strappare la città di Kabul al controllo di Yar Mohammad Khan Barakzai e la mantenne sino al 1826 quando venne espulso da Dost Mohammad Khan. Ottenne il governo di Peshawar negli anni 1826-1828 e poi di Kohat nel 1828-1834. Morì nel 1861 a Kabul.